# パースエイダーズ
パースエイダーズ(Persuaders)はニューヨークのR＆Bヴォーカル·グループ。
1970年代に「シン・ライン」がビルボードR＆Bチャートで大ヒットし、全米レコード工業会から1971年10月にゴールド・ディスクに認定された。

## 経歴
オリジナルメンバーは、他のローカル・グループと歌った後、1969年にニューヨークでグループを結成。アトランティック・レコードと契約。
ダグラス「スモーキー」スコット、ウィリーオランダ、ジェームズ·バーンズとチャールズStodghillのオリジナルラインアップで1971年に処女アルバム、1973年セカンドアルバムを発表。
グループは4年間、アトコ/アトランティックで3つのR＆Bのトップ10ヒットを放った。スコットの荒いが感情的なリードボーカルと高濃度のオーケストレーション（リチャードとボビーのポインデクスター兄弟による）が調和し成功した。
ボビー・ポインデクスターは妻ジャッキーとともに彼らのセカンド·アルバムを制作。その後ロン・ウイン が加入している
その後のアトコでの録音を制作したのは、フィラデルフィアのフィル·ハート、トニー·ベルとレバロン・テイラー。
Persuadersは多くカバーされた。
主なカバー
- 「Best Thing That Ever Happened to Me」がグラディス・ナイト＆ピップスのカバーでポップでもヒット
- 「Some Guys Have All The Luck」（「サム・ガイズ」）はロバート・パーマー、ロッド・スチュワート、マキシ・プリーストがカバーしヒット
- 「Thin Line Between Love and Hate」は1996年にH-タウンがロジャー・トラウトマン制作でカバー。また、レゲエグループのブラックスレートと英国のロックバンド・プリテンダーズもカバーしている。

## その後の音楽活動
グループは4枚のアルバムを1970年代に発表した。グループはフィラデルフィアのカーラ・レーベル（CBS配給）でプロデューサーのロバートCurington、ノーマン・ハリスと1976年にアルバム『イッツ・オール・アバウト・ラブ』を録音。『アイニードラブ』はR＆Bでチャートインした。
後に、リードシンガーのダグラス·スコットを中心に1981年にブランズウィック·レコードでシングルを一枚出した。
元メンバーが去り、新しいメンバーが入り、PersuadersのR＆B遺産はヴィンセント（ヴィンス）バラード、シルベスター（ジェイ）ジョーンズ、Tmarvinウィリアムズとキース（ソウル）シモンズの新しいラインアップで21世紀も歌い継がれている。なお、名前Persuadersは法的に登録された商標である。

## シングルヒット
- 「Thin Line Between Love and Hate」（1971年） -米国のポップ＃15、米国R＆B 1位
- 「Love's Gonna Pack Up」 - 米国のポップ＃64、R＆B＃8
- 「Peace In The Valley Of Love」  - R＆B＃21
- 「Bad, Bold and Beautiful Girl」 - R＆B＃24
- 「Some Guys Have All the Luck」（1973年） -米国のポップ＃39、米国R＆B＃7

## 参照
1. ↑  “Biography by Ron Wynn”.   Allmusic.com. 2008年12月10日閲覧。
2. ↑  “Biography by Ron Wynn”. Allmusic.com. 2020年7月7日閲覧。